# Otto Bergström
Otto Wilhelm Bergström, född 5 december 1850 i Stockholm, död där 4 januari 1915, var en svensk personhistoriker. Han var son till handlanden Martin Ludvig Bergström och Johanna Wedberg samt gift med Agnes Cronstrand.

## Biografi
Bergström var ursprungligen militär, och blev 1891 kapten, innan han tog avsked från det militära 1894. Som ung officer kom han till generalstabens krigshistoriska avdelning, och därifrån 1882 till krigsarkivet. Bergström var 1883–87 tillförordnad krigsarkivarie. Han är mest känd genom sina många genealogiska personhistoriska undersökningar, bland vilka främst märks de i samarbete med Fredrik Ulrik Wrangel utgivna Svenska adelns ättar-taflor ifrån 1857 (2 band, 1897–1900). Bergström utgav också undersökningar om Upplands regemente, Västgöta regemente, Hälsinge regemente och Vadstena krigsmanshus. Hans genealogiska och personhistoriska samlingar förvaras i Kungliga biblioteket. Bergström invaldes som ledamot av Samfundet för utgivande av handskrifter rörande Skandinaviens historia 1886 och som ledamot av Krigsvetenskapsakademien 1898. Han blev riddare av Svärdsorden 1897 och erhöll den kungliga medaljen Litteris et Artibus 1900.